# Konrad Marc-Wogau
Konrad Marc-Wogau (Marc von Wogau), född 4 april 1902 i Moskva, Kejsardömet Ryssland, död 27 oktober 1991 i Uppsala, var en svensk filosof. 

## Biografi
Marc-Wogau, som hade tysktalande föräldrar, blev efter studentexamen 1921 filosofie kandidat vid Uppsala universitet 1924, filosofie licentiat 1930 samt filosofie doktor och docent i teoretisk filosofi 1932. Han var lärare vid Stockholms högskola från 1932 och professor i teoretisk filosofi vid Uppsala universitet 1946–1968.
Marc-Wogau var lärjunge till Adolf Phalén jämte generationskamraterna Ingemar Hedenius, Anders Wedberg och Ivar Segelberg. Han verkade nästan uteslutande inom akademins hägn men spelade inte samma roll som Hedenius i den allmänna kulturdebatten. 
Marc-Wogau mottog impulser särskilt från modern engelsk filosofi och speciellt den så kallade Cambridgekretsen, med företrädarna Bertrand Russell och Alfred North Whitehead, och den moderna logiken. I flera skrifter har han sökt precisera den logiska analysens innebörd. I sina inlägg i den värdeteoretiska diskussionen har han gjort gällande att inga bindande bevis finns för någon av de tre teserna, värdeobjektivismen, värderelativismen och värdenihilismen. 
Marc-Wogau var redaktör för antologin Filosofin genom tiderna som gavs ut av Bonniers i fem band med början på 1960-talet. Dessutom utgav han bland annat läroböcker i logik och även läroböcker i filosofi för gymnasiet. Han invaldes som ledamot av Humanistiska vetenskapssamfundet i Uppsala 1947 och av Vitterhets-, historie- och antikvitetsakademien 1964.